# Ampolla (cristianismo)

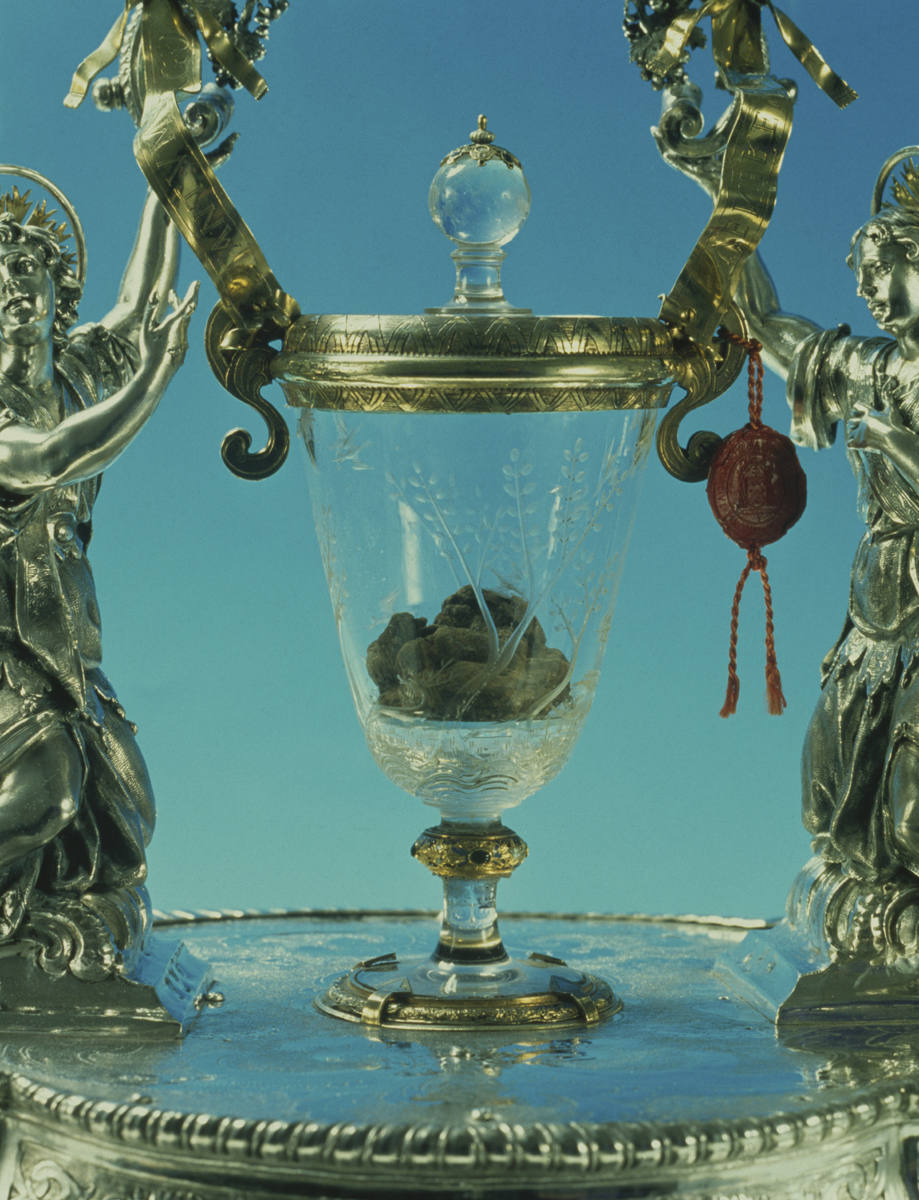
Ampolla de sangre con la reliquia de un santo.

Una ampolla, entre los cristianos de la Antigua Roma, era una botella con perfume que se depositaba sobre el cuerpo de los mártires al enterrarlos. También reciben el nombre de ampollas de sangre las que contienen esta reliquia de los santos.

## Historia
Entre los romanos, la ampolla era el frasquito o pomo de arcilla, cristal o bronce de cuello estrecho y cuerpo globular destinado a contener aceites y esencias usados en los baños. 
Entre los antiguos cristianos, era un vaso de tierra cocida, esférico o algo ovalado y gollete con borde terminado en pico o circular, teniendo a los lados asas o agujeros para suspenderlo de una cuerda. También los había de vidrio de tamaño reducido.